# Mistrzostwa Rumunii w rugby union (2010)
Divizia Națională 2010 – dziewięćdziesiąte czwarte mistrzostwa Rumunii w rugby union. Zawody odbywały się w dniach 27 marca – 2 października 2010 roku, a tytuł obroniła drużyna CSM Universitatea Baia Mare.
Przed rozpoczęciem sezonu z rozgrywek wycofał się RC Constructorul Constanța, a jego miejsce zajął RC Bârlad unikając spadku z najwyższej klasy rozgrywkowej
Z półfinałowych pojedynków zwycięsko wyszły CSM Universitatea Baia Mare oraz Steaua Bukareszt. W finale lepsi okazali się zawodnicy spoza stolicy, broniąc tytułu sprzed roku, natomiast w meczu o trzecie miejsce RCJ Farul Constanța pokonał stołeczne Dinamo. Zarówno półfinały, jak i mecze o medale, prowadzili Radu Petrescu i Vlad Iordăchescu.
W związku z reformą rozgrywek z elitą pożegnały się kluby CS Poli Agro Iași, RC Bârlad, CS Știință Petroșani i CSM Bucovina Suceava.

## System rozgrywek
Rozgrywki prowadzone były w pierwszej fazie systemem ligowym w ramach dwóch sześciozespołowych grup. Czołowe trójki z każdej z grup pozostały w walce o mistrzostwo kraju (play-off), zespoły z dolnej połowy tabeli rywalizowały zaś o utrzymanie w najwyższej klasie rozgrywkowej (play-out) – obie grupy ponownie rozgrywały spotkania systemem mecz–rewanż. Cztery najlepsze drużyny z grupy play-off awansowały do kolejnej fazy rozegranej systemem pucharowym, zaś relegowana została najsłabsza czwórka grupy play-out. Program meczów został ogłoszony w połowie lutego 2010 roku, a jeszcze przed rozpoczęciem rozgrywek, na początku marca, część spotkań została przełożona z powodu zobowiązań klubowych bądź reprezentacji kraju.

## Drużyny
| Klub                         | Miasto      |
| ---------------------------- | ----------- |
| CSU Aurel Vlaicu Arad        | Arad        |
| CSM Universitatea Baia Mare  | Baia Mare   |
| RC Bârlad                    | Bârlad      |
| Dinamo Bukareszt             | Bukareszt   |
| Steaua Bukareszt             | Bukareszt   |
| CSM Bukareszt                | Bukareszt   |
| CS Poli Agro Iași            | Jassy       |
| CS Universitatea Cluj-Napoca | Kluż-Napoka |
| RCJ Farul Constanța          | Konstanca   |
| CS Știință Petroșani         | Petroszany  |
| CSM Bucovina Suceava         | Suczawa     |
| RCM Timișoara                | Timișoara   |

## Faza grupowa
| Gospodarz                    | Wynik                | Gość                         |                      | Gospodarz            | Wynik                | Gość                 |
| Grupa A                      | Grupa A              | Grupa A                      |                      | Grupa B              | Grupa B              | Grupa B              |
| Kolejka I - 27 marca         | Kolejka I - 27 marca | Kolejka I - 27 marca         | Kolejka I - 27 marca | Kolejka I - 27 marca | Kolejka I - 27 marca | Kolejka I - 27 marca |
| ---------------------------- | -------------------- | ---------------------------- | -------------------- | -------------------- | -------------------- | -------------------- |
| CSM Bucovina Suceava         | 18:47                | Dinamo Bukareszt             |                      | CS Poli Agro Iași    | 15:12                | RCM Timișoara        |
| CSM Bukareszt                | 32:3                 | CS Universitatea Cluj-Napoca |                      | CSA Steaua Bukareszt | 55:0                 | CS Știință Petroșani |
| CSU Aurel Vlaicu Arad        | 7:22                 | CSM Universitatea Baia Mare  |                      | RC Bârlad            | 13:45                | RCJ Farul Constanța  |
| Kolejka II - 3 kwietnia      |                      |                              |                      |                      |                      |                      |
| CSM Universitatea Baia Mare  | 96:7                 | CSM Bucovina Suceava         |                      | CSA Steaua Bukareszt | 81:9                 | RC Bârlad            |
| Dinamo Bukareszt             | 42:3                 | CSM Bukareszt                |                      | RCJ Farul Constanța  | 31:9                 | CS Poli Agro Iași    |
| CSU Aurel Vlaicu Arad        | 38:22                | CS Universitatea Cluj-Napoca |                      | CS Știință Petroșani | 8:7                  | RCM Timișoara        |
| Kolejka III - 10 kwietnia    |                      |                              |                      |                      |                      |                      |
| CSM Bukareszt                | 12:34                | CSM Universitatea Baia Mare  |                      | CS Poli Agro Iași    | 7:75                 | CSA Steaua Bukareszt |
| CS Universitatea Cluj-Napoca | 16:37                | Dinamo Bukareszt             |                      | RCM Timișoara        | 13:15                | RCJ Farul Constanța  |
| CSM Bucovina Suceava         | 7:27                 | CSU Aurel Vlaicu Arad        |                      | RC Bârlad            | 31:10                | CS Știință Petroșani |
| Kolejka IV - 14 kwietnia     |                      |                              |                      |                      |                      |                      |
| CSM Bucovina Suceava         | 7:47                 | CSM Bukareszt                |                      | CSA Steaua Bukareszt | 49:0                 | RCM Timișoara        |
| CSU Aurel Vlaicu Arad        | 15:13                | Dinamo Bukareszt             |                      | RC Bârlad            | 6:26                 | CS Poli Agro Iași    |
| CSM Universitatea Baia Mare  | 73:0                 | CS Universitatea Cluj-Napoca |                      | CS Știință Petroșani | 7:29                 | RCJ Farul Constanța  |
| Kolejka V - 17 kwietnia      |                      |                              |                      |                      |                      |                      |
| Dinamo Bukareszt             | 16:20                | CSM Universitatea Baia Mare  |                      | RCJ Farul Constanța  | 22:30                | CSA Steaua Bukareszt |
| CS Universitatea Cluj-Napoca | 54:5                 | CSM Bucovina Suceava         |                      | RCM Timișoara        | 31:8                 | RC Bârlad            |
| CSM Bukareszt                | 22:9                 | CSU Aurel Vlaicu Arad        |                      | CS Poli Agro Iași    | 31:12                | CS Știință Petroșani |
| Kolejka VI - 24 kwietnia     |                      |                              |                      |                      |                      |                      |
| Dinamo Bukareszt             | 59:0                 | CSM Bucovina Suceava         |                      | RCJ Farul Constanța  | 64:8                 | RC Bârlad            |
| CS Universitatea Cluj-Napoca | 7:17                 | CSM Bukareszt                |                      | RCM Timișoara        | 30:3                 | CS Poli Agro Iași    |
| CSM Universitatea Baia Mare  | 45:9                 | CSU Aurel Vlaicu Arad        |                      | CSA Steaua Bukareszt | 95:0                 | CS Știință Petroșani |
| Kolejka VII - 1 maja         |                      |                              |                      |                      |                      |                      |
| CSM Bucovina Suceava         | 16:64                | CSM Universitatea Baia Mare  |                      | RC Bârlad            | 22:66                | CSA Steaua Bukareszt |
| CSM Bukareszt                | 13:45                | Dinamo Bukareszt             |                      | CS Poli Agro Iași    | 10:45                | RCJ Farul Constanța  |
| CS Universitatea Cluj-Napoca | 15:20                | CSU Aurel Vlaicu Arad        |                      | RCM Timișoara        | 35:16                | CS Știință Petroșani |
| Kolejka VIII - 8 maja        |                      |                              |                      |                      |                      |                      |
| CSM Universitatea Baia Mare  | 77:3                 | CSM Bukareszt                |                      | CSA Steaua Bukareszt | 91:0                 | CS Poli Agro Iași    |
| Dinamo Bukareszt             | 78:9                 | CS Universitatea Cluj-Napoca |                      | RCJ Farul Constanța  | 26:3                 | RCM Timișoara        |
| CSU Aurel Vlaicu Arad        | 57:14                | CSM Bucovina Suceava         |                      | CS Știință Petroșani | 28:12                | RC Bârlad            |
| Kolejka IX - 12 maja         |                      |                              |                      |                      |                      |                      |
| CS Universitatea Cluj-Napoca | 6:52                 | CSM Universitatea Baia Mare  |                      | RCM Timișoara        | 8:40                 | CSA Steaua Bukareszt |
| CSM Bukareszt                | 91:8                 | CSM Bucovina Suceava         |                      | CS Poli Agro Iași    | 30:12                | RC Bârlad            |
| Dinamo Bukareszt             | 76:18                | CSU Aurel Vlaicu Arad        |                      | RCJ Farul Constanța  | 51:18                | CS Știință Petroșani |
| Kolejka X - 15 maja          |                      |                              |                      |                      |                      |                      |
| CSM Universitatea Baia Mare  | 64:0                 | Dinamo Bukareszt             |                      | CSA Steaua Bukareszt | 23:17                | RCJ Farul Constanța  |
| CSM Bucovina Suceava         | 24:27                | CS Universitatea Cluj-Napoca |                      | RC Bârlad            | 21:41                | RCM Timișoara        |
| CSU Aurel Vlaicu Arad        | 18:9                 | CSM Bukareszt                |                      | CS Știință Petroșani | 17:5                 | CS Poli Agro Iași    |

## Play-out
| Gospodarz                    | Wynik                    | Gość                         |                              | Gospodarz                  | Wynik                        | Gość |
| Kolejka I - 29 maja          | Kolejka I - 29 maja      | Kolejka I - 29 maja          | Kolejka VI - 28 sierpnia     | Kolejka VI - 28 sierpnia   | Kolejka VI - 28 sierpnia     |      |
| ---------------------------- | ------------------------ | ---------------------------- | ---------------------------- | -------------------------- | ---------------------------- | ---- |
| RC Bârlad                    | 24:14                    | CS Poli Agro Iași            | CS Poli Agro Iași            | 34:10                      | RC Bârlad                    |      |
| CS Universitatea Cluj-Napoca | 38:21                    | CS Știință Petroșani         | CS Știință Petroșani         | 13:19                      | CS Universitatea Cluj-Napoca |      |
| CSM Bucovina Suceava         | 10:42                    | CSM Bukareszt                | CSM Bukareszt                | -                          | CSM Bucovina Suceava         |      |
| Kolejka II - 31 lipca        | Kolejka II - 31 lipca    | Kolejka II - 31 lipca        | Kolejka VII - 4 września     | Kolejka VII - 4 września   | Kolejka VII - 4 września     |      |
| CSM Bukareszt                | 51:9                     | RC Bârlad                    | RC Bârlad                    | 12:49                      | CSM Bukareszt                |      |
| CS Poli Agro Iași            | 17:14                    | CS Universitatea Cluj-Napoca | CS Universitatea Cluj-Napoca | 27:14                      | CS Poli Agro Iași            |      |
| CSM Bucovina Suceava         | 22:18                    | CS Știință Petroșani         | CS Știință Petroșani         | 24:7                       | CSM Bucovina Suceava         |      |
| Kolejka III - 7 sierpnia     | Kolejka III - 7 sierpnia | Kolejka III - 7 sierpnia     | Kolejka VIII - 11 września   | Kolejka VIII - 11 września | Kolejka VIII - 11 września   |      |
| CS Universitatea Cluj-Napoca | 17:24                    | CSM Bukareszt                | CSM Bukareszt                | 43:12                      | CS Universitatea Cluj-Napoca |      |
| CS Știință Petroșani         | 11:8                     | CS Poli Agro Iași            | CS Poli Agro Iași            | 19:7                       | CS Știință Petroșani         |      |
| RC Bârlad                    | 39:13                    | CSM Bucovina Suceava         | CSM Bucovina Suceava         | 6:17                       | RC Bârlad                    |      |
| Kolejka IV - 14 sierpnia     | Kolejka IV - 14 sierpnia | Kolejka IV - 14 sierpnia     | Kolejka IX - 18 września     | Kolejka IX - 18 września   | Kolejka IX - 18 września     |      |
| CSM Bukareszt                | 80:8                     | CS Știință Petroșani         | CS Știință Petroșani         | 9:15                       | CSM Bukareszt                |      |
| RC Bârlad                    | 18:23                    | CS Universitatea Cluj-Napoca | CS Universitatea Cluj-Napoca | 28:15                      | RC Bârlad                    |      |
| CSM Bucovina Suceava         | 27:27                    | CS Poli Agro Iași            | CS Poli Agro Iași            | 41:22                      | CSM Bucovina Suceava         |      |
| Kolejka V - 21 sierpnia      | Kolejka V - 21 sierpnia  | Kolejka V - 21 sierpnia      | Kolejka X - 25 września      | Kolejka X - 25 września    | Kolejka X - 25 września      |      |
| CS Poli Agro Iași            | 19:41                    | CSM Bukareszt                | CSM Bukareszt                | 59:0                       | CS Poli Agro Iași            |      |
| CS Știință Petroșani         | 7:24                     | RC Bârlad                    | RC Bârlad                    | 10:10                      | CS Știință Petroșani         |      |
| CS Universitatea Cluj-Napoca | 69:3                     | CSM Bucovina Suceava         | CSM Bucovina Suceava         | 15:29                      | CS Universitatea Cluj-Napoca |      |

## Play-off
| Gospodarz                   | Wynik                    | Gość                        |                             | Gospodarz                 | Wynik                       | Gość |
| Kolejka I - 29 maja         | Kolejka I - 29 maja      | Kolejka I - 29 maja         | Kolejka VI - 25 sierpnia    | Kolejka VI - 25 sierpnia  | Kolejka VI - 25 sierpnia    |      |
| --------------------------- | ------------------------ | --------------------------- | --------------------------- | ------------------------- | --------------------------- | ---- |
| Dinamo Bukareszt            | 37:18                    | RCJ Farul Constanța         | RCJ Farul Constanța         | 47:3                      | Dinamo Bukareszt            |      |
| RCM Timișoara               | 3:36                     | CSM Universitatea Baia Mare | CSM Universitatea Baia Mare | 41:5                      | RCM Timișoara               |      |
| CSU Aurel Vlaicu Arad       | 3:38                     | CSA Steaua Bukareszt        | CSA Steaua Bukareszt        | 17:3                      | CSU Aurel Vlaicu Arad       |      |
| Kolejka II - 31 lipca       | Kolejka II - 31 lipca    | Kolejka II - 31 lipca       | Kolejka VII - 28 sierpnia   | Kolejka VII - 28 sierpnia | Kolejka VII - 28 sierpnia   |      |
| CSM Universitatea Baia Mare | 54:13                    | CSU Aurel Vlaicu Arad       | RCJ Farul Constanța         | 54:23                     | RCM Timișoara               |      |
| CSA Steaua Bukareszt        | 32:25                    | Dinamo Bukareszt            | Dinamo Bukareszt            | 37:7                      | CSA Steaua Bukareszt        |      |
| RCM Timișoara               | 13:44                    | RCJ Farul Constanța         | CSU Aurel Vlaicu Arad       | 17:40                     | CSM Universitatea Baia Mare |      |
| Kolejka III - 7 sierpnia    | Kolejka III - 7 sierpnia | Kolejka III - 7 sierpnia    | Kolejka VIII - 4 września   | Kolejka VIII - 4 września | Kolejka VIII - 4 września   |      |
| Dinamo Bukareszt            | 13:29                    | CSM Universitatea Baia Mare | CSM Universitatea Baia Mare | 39:7                      | Dinamo Bukareszt            |      |
| RCJ Farul Constanța         | 32:23                    | CSA Steaua Bukareszt        | CSA Steaua Bukareszt        | 20:29                     | RCJ Farul Constanța         |      |
| CSU Aurel Vlaicu Arad       | 53:20                    | RCM Timișoara               | RCM Timișoara               | 18:14                     | CSU Aurel Vlaicu Arad       |      |
| Kolejka IV - 14 sierpnia    | Kolejka IV - 14 sierpnia | Kolejka IV - 14 sierpnia    | Kolejka IX - 11 września    | Kolejka IX - 11 września  | Kolejka IX - 11 września    |      |
| CSM Universitatea Baia Mare | 23:11                    | RCJ Farul Constanța         | RCJ Farul Constanța         | 27:14                     | CSM Universitatea Baia Mare |      |
| CSU Aurel Vlaicu Arad       | 15:13                    | Dinamo Bukareszt            | Dinamo Bukareszt            | 17:14                     | CSU Aurel Vlaicu Arad       |      |
| RCM Timișoara               | 3:29                     | CSA Steaua Bukareszt        | CSA Steaua Bukareszt        | 37:19                     | RCM Timișoara               |      |
| Kolejka V - 21 sierpnia     | Kolejka V - 21 sierpnia  | Kolejka V - 21 sierpnia     | Kolejka X - 18 września     | Kolejka X - 18 września   | Kolejka X - 18 września     |      |
| CSA Steaua Bukareszt        | 21:23                    | CSM Universitatea Baia Mare | CSM Universitatea Baia Mare | 42:9                      | CSA Steaua Bukareszt        |      |
| RCJ Farul Constanța         | 19:21                    | CSU Aurel Vlaicu Arad       | CSU Aurel Vlaicu Arad       | 28:15                     | RCJ Farul Constanța         |      |
| Dinamo Bukareszt            | 31:15                    | RCM Timișoara               | RCM Timișoara               | 17:10                     | Dinamo Bukareszt            |      |

## Faza pucharowa
|  |                             |                             |                      |                      |    |                             |                             |       |
|  | Półfinały                   | Półfinały                   | Półfinały            |                      |    | Finał                       | Finał                       | Finał |
|  | Półfinały                   | Półfinały                   | Półfinały            |                      |    | Finał                       | Finał                       | Finał |
|  | 25 września 2010            |                             |                      |                      |    |                             |                             |       |
|  |                             |                             |                      |                      |    |                             |                             |       |
|  | CSM Universitatea Baia Mare | CSM Universitatea Baia Mare | 44                   |                      |    |                             |                             |       |
|  | CSM Universitatea Baia Mare | CSM Universitatea Baia Mare | 44                   | 2 października 2010  |    |                             |                             |       |
|  | Dinamo Bukareszt            | Dinamo Bukareszt            | 0                    |                      |    |                             |                             |       |
|  | Dinamo Bukareszt            | Dinamo Bukareszt            | 0                    |                      |    | CSM Universitatea Baia Mare | CSM Universitatea Baia Mare | 28    |
|  | 25 września 2010            |                             |                      |                      |    | CSM Universitatea Baia Mare | CSM Universitatea Baia Mare | 28    |
|  |                             |                             | CSA Steaua Bukareszt | CSA Steaua Bukareszt | 21 |                             |                             |       |
|  | CSA Steaua Bukareszt        | CSA Steaua Bukareszt        | CSA Steaua Bukareszt | CSA Steaua Bukareszt | 21 | 21                          |                             |       |
|  | CSA Steaua Bukareszt        | CSA Steaua Bukareszt        |                      |                      |    |                             |                             |       |
|  | RCJ Farul Constanța         | RCJ Farul Constanța         | 15                   |                      |    |                             |                             |       |
|  | RCJ Farul Constanța         | RCJ Farul Constanța         | 15                   | Mecz o 3. miejsce    |    |                             |                             |       |
|  |                             |                             |                      |                      |    |                             |                             |       |
|  | 2 października 2010         |                             |                      |                      |    |                             |                             |       |
|  |                             |                             |                      |                      |    |                             |                             |       |
|  | RCJ Farul Constanța         | RCJ Farul Constanța         | 28                   |                      |    |                             |                             |       |
|  | RCJ Farul Constanța         | RCJ Farul Constanța         | 28                   |                      |    |                             |                             |       |
|  | Dinamo Bukareszt            | Dinamo Bukareszt            | 19                   |                      |    |                             |                             |       |
|  | Dinamo Bukareszt            | Dinamo Bukareszt            | 19                   |                      |    |                             |                             |       |

| 25 września 2010 | CSM Universitatea Baia Mare | 44:0 | Dinamo Bukareszt | Ghencea, Bukareszt Sędzia: Radu Petrescu |
| 25 września 2010 |                             | 44:0 |                  | Ghencea, Bukareszt Sędzia: Radu Petrescu |

| 25 września 2010 | CSA Steaua Bukareszt | 21:15 | RCJ Farul Constanța | Ghencea, Bukareszt Sędzia: Vlad Iordăchescu |
| 25 września 2010 |                      | 21:15 |                     | Ghencea, Bukareszt Sędzia: Vlad Iordăchescu |

| 2 października 201015:30 | CSM Universitatea Baia Mare | 28:21(6:9) | CSA Steaua Bukareszt | Stadionul Arcul de Triumf, Bukareszt Sędzia: Radu Petrescu |
| 2 października 201015:30 |                             | 28:21(6:9) |                      | Stadionul Arcul de Triumf, Bukareszt Sędzia: Radu Petrescu |

| 2 października 201013:00 | RCJ Farul Constanța | 28:19(14:7) | Dinamo Bukareszt | Stadionul Arcul de Triumf, Bukareszt Sędzia: Vlad Iordăchescu |
| 2 października 201013:00 |                     | 28:19(14:7) |                  | Stadionul Arcul de Triumf, Bukareszt Sędzia: Vlad Iordăchescu |